# Jacob Au
Jacob Au (ur. 1897, zm. ?) – zbrodniarz nazistowski, członek załogi niemieckiego obozu koncentracyjnego Dachau, SS-Oberscharführer.

## Życiorys
Od czerwca 1944 do 24 kwietnia 1945 pełnił służbę w Kaufering III, podobozie KL Dachau, jako inspektor oddziałów wartowniczych i kierownik komanda więźniarskiego. Uczestniczył również w ewakuacji obozu.
W procesie załogi Dachau (US vs. Jacob Au i inni), który odbył się w dniach 4–5 listopada 1946 przed amerykańskim Trybunałem Wojskowym w Dachau, skazany został na 2,5 roku pozbawienia wolności.